# Vanilla humblotii
Vanilla humblotii Rchb.f., 1885 è una pianta della famiglia delle Orchidacee, originaria del Madagascar e delle isole Comore.

## Descrizione
V. humblotii è un'orchidea di taglia grande, terricola  o epifita. Lo stelo, a crescita monopodiale, è allungato con radici aeree aggettanti dalle giunture nodali e porta poche foglie picciolate, ovato-ellittiche, ad apice acuto. La fioritura avviene mediante infiorescenze ascellari a racemo, brevi e portanti pochi fiori. Questi sono molto appariscenti, grandi anche 13 centimetri, con petali e sepali di forma lanceolata, ad apice acuto, dal verde giallastro al decisamente giallo e labello giallo variegato di marrone e rosso..

## Distribuzione e habitat
V. humblotii è un endemismo del Madagascar settentrionale e delle isole Comore dove cresce  a quote basse, massimo 200 metri sul livello del mare.

## Coltivazione
Questa specie richiede esposizione all'ombra totale, teme i raggi diretti del sole, e gradisce temperature elevate tutto l'anno.